# La Balastera
El estadio de La Balastera fue un estadio de fútbol de la ciudad de Palencia. Tenía capacidad para 12.500 personas y las dimensiones del terreno de juego eran 106x70 metros.

## Historia
El estadio se levantó en la ribera del río Carrión, sobre unos terrenos donde se extraían balastos para las vías férreas, lo que dio nombre al recinto. Fue inaugurado el 12 de septiembre de 1943 con un partido entre el Club Deportivo Palencia y el Atlético Aviación.
Durante décadas el estadio acogió los partidos de los distintos equipos representativos de la ciudad, entre ellos el Palencia Club de Fútbol, que jugó cuatro temporadas en la Segunda División de España. Cuando este club desapareció, en 1986, La Balastera se convirtió en la sede de su heredero, el Club de Fútbol Palencia.
A lo largo de su historia el recinto sufrió varias remodelaciones. En 1977 se instaló una cubierta metálica y en 1995 se practicaron algunos arreglos en la fachada y los accesos con motivo de un encuentro de la selección sub-18 de España. El aforo, que en sus primeros años era de 6 000 espectadores, fue ampliándose hasta los 12 000. 
Tras 63 años de historia, el estadio fue reemplazado por la Nueva Balastera. El último partido se disputó el 1 de octubre de 2006; fue un encuentro de la liga de Segunda División B entre el CF Palencia y el CD Guijuelo, que finalizó con victoria local por 2-0. En noviembre de 2008 el campo fue derribado para dar paso a la construcción de una urbanización de 300 viviendas.